# Нижняя Калманка
Нижняя Калманка — река в России, протекает по Усть-Калманскому району Алтайского края. Устье реки находится в 29 км от устья Калманки по правому берегу. Длина реки составляет 55 км, площадь водосборного бассейна — 331 км².

## Притоки
(указано расстояние от устья)
- Каменный
- Кузьмина
- Ворониха
- 42 км: Чуприха
- 46 км: Землянуха

## Данные водного реестра
По данным государственного водного реестра России относится к Верхнеобскому бассейновому округу, водохозяйственный участок реки — Обь от слияния рек Бия и Катунь до города Барнаул, без реки Алей, речной подбассейн реки — бассейны притоков (Верхней) Оби до впадения Томи. Речной бассейн реки — (Верхняя) Обь до впадения Иртыша.